# 東光寺 (加西市若井町)
東光寺（とうこうじ）は、高野山真言宗の寺院である。山号は醫王山である。播磨八薬師霊場の5番札所である。酒見寺の末寺である。

## 沿革
当寺には1757年（宝暦7年）に本堂上棟した棟札があることから、開基はそれ以前であると思われる。寺院明細帳によると、1846年（弘化3年）3月、晃憧により中興された。現在の本堂は1924年（大正13年）9月17日再建された。

## 境内
- 本堂
- 庫裡